# Bacanius convergens
Bacanius convergens är en skalbaggsart som beskrevs av Schmidt 1896. Bacanius convergens ingår i släktet Bacanius och familjen stumpbaggar. Inga underarter finns listade i Catalogue of Life.